# Mentzelia collomiae
Mentzelia collomiae är en brännreveväxtart som beskrevs av C.M. Christy. Mentzelia collomiae ingår i släktet Mentzelia och familjen brännreveväxter. Inga underarter finns listade i Catalogue of Life.